# Сивак Яким Якимович
Яким Якимович Сивак (нар. 1940) — радянський діяч, секретар Київського міського комітету КПУ, завідувач відділу торгівлі і побутового обслуговування ЦК КПУ.

## Біографія
Трудову діяльність розпочав економістом у місті Орші Білоруської РСР.
У 1960—1967 роках — інструктор, старший інструктор, заступник начальника організаційного управління Укоопспілки.
Закінчив Львівський державний торговельно-економічний інститут.
Член КПРС з 1964 року.
У 1967—1987 роках — інструктор відділу торгівлі і фінансових органів ЦК КПУ; інструктор, заступник завідувача відділу торгівлі і побутового обслуговування ЦК КПУ.
У 1987—1988 роках — завідувач відділу торгівлі і побутового обслуговування ЦК КПУ.
У грудні 1988 — 1991 року — секретар Київського міського комітету КПУ.
Подальша доля невідома.